# Abdurrahim Kuzu
Abdurrahim Kuzu (* 20. září 1955 Izmit, Turecko) je bývalý americký reprezentant tureckého původu v zápase. V roce 1984 reprezentoval Spojené státy americké na letních olympijských hrách v Los Angeles v zápase řecko-římském, kde ve váhové kategorii do 62 kg vybojoval 4. místo.